# بعد چهارم (فیلم)
بُعد چهارم (به انگلیسی: The Fourth Dimension) فیلمی محصول سال ۲۰۱۲ و به کارگردانی هارمونی کورین، الکسی فدورچنکو و جان کوئیچینسکی است. در این فیلم بازیگرانی همچون وال کیلمر، ریچل کورین و داریا اکاماسووا ایفای نقش کرده‌اند.